# Francuski protektorat u Tunisu
Francuski protektorat u Tunisu (fr. Protectorat français de Tunisie, arap. الحماية الفرنسية في تونس) uspostavljen je Bardoanskim sporazumom 12. 5. 1881. i trajao je do proglašenja nezavisnosti odnosno uspostavljanja Kraljevine Tunis 20. 3. 1956. godine. Pre uspostavljanja protektorata Tunis je bio begovina Osmanskog Carstva i uživao je delimičnu autonomiju pod vođstvom bega Muhameda III al-Sadika. Godine 1877. Rusija je objavila rat Osmanlijama i njena pobeda nagovestila je propast carstva, nezavisnost za više balkanskih poseda, kao i  međunarodne diskusije o budućnosti osmanskih poseda u Severnoj Africi. Zbog rešavanja ovih pitanja 1878. godine organizovan je Berlinski kongres. Britanci su ponudili Francuskoj kontrolu nad Tunisom u zamenu za Kipar, a Nemačka se zbog indiferentnosti prema južnom Mediteranu složila s predlogom. Jedini protivnik sporazuma zbog vlastitih ekonomskih interesa bila je Italija ali nije bila u mogućnosti nametati svoju volju. Francuska kontrola nad Tunisom ostvarena je pola veka nakon prisvajanja Alžira, takođe bivšeg osmanskog poseda. Pre toga, Tunis je počeo sa procesom raznih modernih reformi, no finansijske poteškoće usporavale su ga sve do pomoći evropskih kreditora. Francuska vlast dovela je do modernizacije Tunisa u brojnim poljima, uključujući transport, industriju, finanansijski sistem, zdravstvo i administraciju. Međutim, podređen politički i ekonomski položaj domaćeg stanovništva doveo je do nezadovoljstva što je konacno rezultovalo nezavisnim Tunisom 1956. godine.